# مارک کودیش
مارک کودیش (انگلیسی: Marc Kudisch؛ زادهٔ ۲۲ سپتامبر ۱۹۶۶) بازیگر یهودی‌تبار اهل ایالات متحده آمریکا است.
از فیلم‌ها یا مجموعه‌های تلویزیونی که وی در آن‌ها نقش داشته است می‌توان به شکارچی ذهن، خانه پوشالی و سکس و سیتی اشاره نمود.